# Shi Chonggui
Shi Chonggui (idioma chino: 石重貴) (murió en 947), conocido después de su muerte como Emperador Chudi, fue el último Emperador de  China de la Dinastía Jin Posterior.
La dinastía Jin posterior ha  sido a menudo criticada por ser un títere del  emergente  imperio Liao . La ayuda de sus poderosos vecinos del norte era vital en la formación de la dinastía Jin Posterior, y la cesión de las Dieciséis Prefecturas llevó a su escarnio como  siervos de kitán.
Sin embargo, después de la muerte de su padre (adoptivo ) en 942, Chonggui desafió a los kitán, que condujeron a la última invasión al territorio de Jin posterior en 946 y 947, resultando en la destrucción de la dinastía Jin Posterior.
El breve reinado de Chudi estuvo marcado por la permanente amenaza de invasión por parte de los kitanes, quienes llegaron a ocupar la histórica capital Luoyang (946), y por la inestabilidad interna, que finalmente se tradujo en un cambio dinástico que aupó al trono al gobernador militar de la provincia de Shansi, llamado Li Chi-yuan, futuro emperador Gaozu.